# 中国电影科学技术研究所

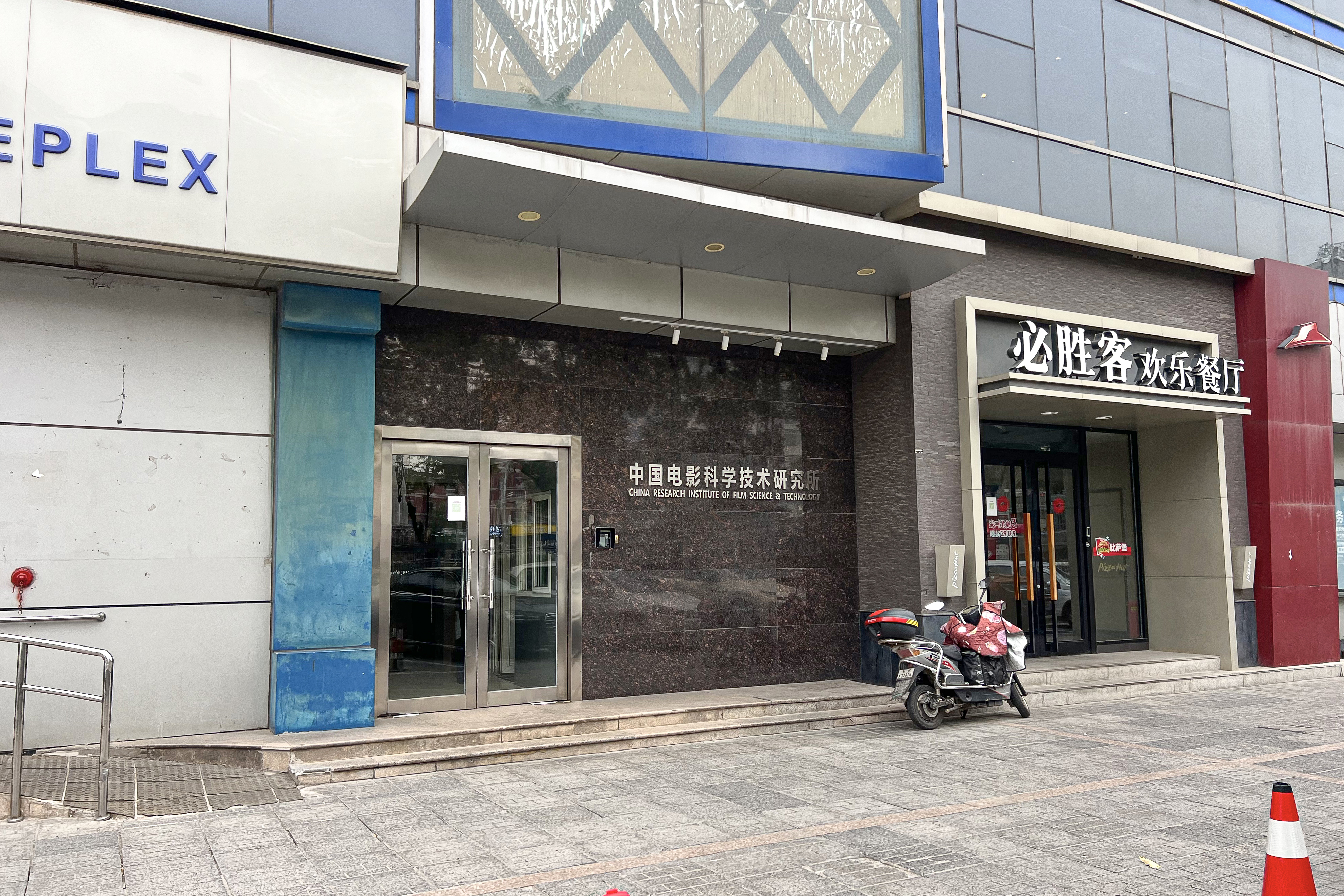
中国电影科学技术研究所

中国电影科学技术研究所是中华人民共和国对电影新工艺、新技术进行研究的科研院所，是中共中央宣传部直属正局级事业单位。

## 历史沿革
1958年9月1日在北京成立。“文化大革命”期间，被迫取消，1978年7月恢复建制。